# 실파 셰티
실파 셰티(힌디어: शिल्पा शेट्टी, 영어: Shilpa Shetty, 1975년 6월 8일 ~ )는 인도의 배우이다.

## 출연 작품
- 도스타나 (2008)
- 지하철 인생 (2007)
- 아프네 (2007)
- 옴 샨티 옴 (2007)
- 더스 (2005)
- 도박사 (1993)